# Karl Heinrich Wörner
Karl Heinrich Wörner (* 6. Januar 1910 in Walldorf bei Heidelberg; † 11. August 1969 in Heiligenkirchen, bei Detmold) war deutscher Musikwissenschaftler, Musikschriftsteller und Hochschullehrer.

## Werdegang
Wörner studierte ab 1928 Musikwissenschaft bei Friedrich Blume, Erich Moritz von Hornbostel, Curt Sachs, Arnold Schering und Georg Schünemann sowie Kunstgeschichte und Philosophie. Zugleich nahm er Unterricht in Musiktheorie bei Robert Kahn und Ernst Toch und im Dirigieren bei Julius Prüwer.
Er promovierte 1931 (mit einundzwanzig Jahren) zum Dr. phil. über das Leitmotiv in der Oper. Danach arbeitete er in Berlin als Musikkritiker für die Allgemeine Musikzeitung und 1933/34 bei der B.Z. am Mittag, einer Zeitung des Hauses Ullstein. Hier wurde er wegen kritischer Äußerungen „fristlos entlassen auf Anordnung von Dr. Goebbels.“
Es folgten musikpraktische Jahre als Kapellmeister der Theater in Stettin, Magdeburg, Freiburg i.Br. und Frankfurt a.M., wo er sich „eine beträchtliche Repertoirekenntnis erwarb“ (W. Bollert).  1940 wurde er zum Wehrdienst eingezogen und geriet 1945 in US-Gefangenschaft. Aus den fast zwei Jahren als Gefangener zog Wörner musikalischen Nutzen, indem er – nach eigenen Worten „durch die Maschen des Stacheldrahtes“ – das damalige nordamerikanische Musikleben beschreiben konnte.
Nach seiner Entlassung 1946 übernahm er eine Dozentur an der neu gegründeten Hochschule für Musik und Theater Heidelberg (1947). Ab 1954 war er Zeitschriftenredakteur beim Schott Verlag, 1956–1959 Leiter dieser Abteilung und Herausgeber der Neuen Musikzeitung. In dieser Zeit – 1954 – erschien die japanische Ausgabe seines Buches Musik der Gegenwart (1949) in Japan. 1955 veröffentlichte er als Herausgeber Arnold Schönbergs Chorwerk Friede auf Erden op. 13. Ab 1958 setzte er seine Lehrtätigkeit an der Folkwangschule Essen fort, von wo er 1961 an die Nordwestdeutsche Musikakademie Detmold berufen wurde (o. Professor 1966).
Aus seiner Unterrichtspraxis nach dem Krieg entstand das seit 1954 bis heute genutzte Lehrbuch Geschichte der Musik, das in seiner praktischen Anlage achtmal aufgelegt – durch Mitarbeiterstab auf den jeweils neuesten Stand gebracht – und in fünf Sprachen übersetzt wurde.
Sein lebenslanges Publizieren zeigt zwei Schwerpunkte: Das Leitmotiv in der Oper des 19. Jahrhunderts sowie das Gebiet der Neuen Musik, für deren Wesen er „eine gute Bresche“ schlug. „[…] er ging auch die kühnsten Wege des musikalischen Geschehens mit […] und war bestrebt, selbst im radikalen Experiment noch den Sinn aufzuspüren.“ In Arnold Schönberg sah Wörner den „entscheidenden Anreger“. Dessen Oper „Moses und Aron“ erfuhr durch Wörner eine „höchst subtile Deutung“.
Den Druck seines Buches Die Musik in der Geistesgeschichte (1970) erlebte er nicht mehr, er starb im Sommer 1969.

## Würdigung
„Wörner gehörte in seiner Zeit zu den herausragenden deutschen Musikhistorikern in Forschung und
Lehre. Grundlegend sind nach wie vor seine Arbeiten zur Neuen Musik zwischen Schönberg und
Stockhausen. Als Referent und Rezensent setzte er hohe Maßstäbe. Seine Geschichte der Musik
wurde zu einem noch heute gültigen Standardwerk.“

## Publikationen
- Beiträge zur Geschichte des Leitmotivs in der Oper. (Diss. Berlin 1931) Auszüge in: Zeitschrift für Musikwissenschaft 14, 1931/32
- Felix Mendelssohn Bartholdy. Leben und Werk. Breitkopf & Härtel Leipzig/Wiesbaden 1947, auch englische Ausgabe
- Musik der Gegenwart. Geschichte der Neuen Musik. Schott Mainz 1949, Japan 1955
- Robert Schumann. Monographie. Atlantis Zürich 1949 / Serie Piper 1987
- Geschichte der Musik: Ein Studien- und Nachschlagebuch, Vandenhoeck & Ruprecht Göttingen, Erstauflage 1954, 8 Neuauflagen. Übersetzungen: japanisch Tokio 1963, englisch London/New York 1973, niederländisch Utrecht 1974, slowenisch Ljubljana 1992, ungarisch Budapest 2007
- Als Herausgeber: Arnold Schönberg: Friede auf Erden für Chor a cappella, op. 13 (1955)
- Neue Musik in der Entscheidung. (Erweiterung von Musik der Gegenwart) Schott Mainz 1956
- Gotteswort und Magie. Die Oper »Moses und Aron« von Arnold Schönberg, Lambert Schneider Heidelberg 1959 / erweiterte englische Ausgabe London 1963
- Musiker-Worte aus Schriften, Briefen und Tagebüchern. Lambert-Schneider Heidelberg 1961
- Karlheinz Stockhausen. Werk + Wollen; 1950 – 1962. In: Kontrapunkte Bd. 6 (Schriften zur deutschen Musik der Gegenwart, hrsg. von Heinrich Lindlar), Tonger Musikverlag Rodenkirchen 1963
- Das Zeitalter der thematischen Prozesse in der Geschichte der Musik. (Studien zur Musikgeschichte des 19. Jahrhunderts) Gustav Bosse Verlag, Regensburg 1969
- Die Musik in der Geistesgeschichte. Studien zur Situation der Jahre um 1910. Bouvier Bonn 1970

Aufsätze (Auswahl)
- Das Leitmotiv in der Oper. In: Bayreuther Blätter. 55, 1932.
- Ein Dichter über Musik. Thomas Mann in seinem »Doktor Faustus«. In: Musica. 2, 1948 S. 229–237.
- Die Musik in der Philosophie Ernst Blochs. In: Schweizer Musikzeitung. 105, 1965; Nachdruck In: Karl Heinrich Wörner: Die Musik in der Geistesgeschichte. Bonn 1970
- Prima la serie, dopo la musica? In: Wolfgang Burde (Hrsg.): Festschrift Hans Heinz Stuckenschmidt. Kassel 1968.
- Zahlreiche Artikel in internationalen Zeitschriften sowie deutschen und ausländischen Enzyklopädien.